# Hans Asperger
Hans Asperger (n. 18 februarie 1906 – d. 21 octombrie 1980) a fost pediatru austriac, cunoscut pentru descrierea a ceea ce ulterior a fost denumit Sindromul Asperger.

## Biografie
Încă din copilărie, Asperger a manifestat un talent deosebit pentru limbile străine. După absolvirea gimnaziului (cu profil umanist), a studiat medicina la Viena. Obținând doctoratul în 1931, intră ca asistent la clinica de Copii din cadrul Universității din Viena. Din 1932, conduce secția de terapie a clinicii.
În 1934 intră la spitalul psihiatric din Leipzig.
Către sfârșitul celui de-al Doilea război Mondial, Asperger activează ca medic militar în Croația.
În 1962 devine profesor de pediatrie și director al Clinicii de Copii.

## Activitatea
Prima definiție a ceea ce ulterior va fi denumit sindromul Asperger a publicat-o în 1944. Inițial, Asperger a numit această tulburare "psihopatie autistică". A observat că pacienții respectivi, deși au inteligența normală, au anumite paricularități:
- absența empatiei
- capacitate scăzută de a lega relații de prietenie, de a dialoga
- au o înclinație către anumite subiecte
- au mișcări greoaie și stângace.

Asperger și a dat seama că nu este vorba de autism. Din păcate, lucrările sale, fiind scrise în germană, nu s-au bucurat de notorietate. Abia prin anii 1990, a fost introdus termenul care definește această tulburare și care, ca recunoștință, poartă numele marelui pediatru.